# Peperomia ophistachyera
Peperomia ophistachyera är en pepparväxtart som beskrevs av A. Gilli. Peperomia ophistachyera ingår i släktet peperomior, och familjen pepparväxter. Inga underarter finns listade i Catalogue of Life.